# Oswald Külpe
Oswald Külpe, född den 3 augusti 1862 i Kurland, död den 30 december 1915 i München, var en tysk filosof och psykolog.
Külpe var 1887-94 assistent vid Wundts psykologiska institut och blev 1894 professor i filosofi och estetik i Würzburg, där han även ledde det psykologiska institutet, och förflyttades 1909 till Bonn. Han blev 1913 professor vid Münchens universitet och ledare av dess psykologiska institut.
Külpe författade förutom ett stort antal tidskriftsuppsatser de stora arbetena Grundriss der Psychologie (1893), Einleitung in die Philosophie (1895; 5:e upplagan 1910), Die Philosophie der Gegenwart in Deutschland (1902; 4:e upplagan 1908) och Immanuel Kant (1907; 2:a upplagan 1908). Hans huvudarbete är Die Realisierung (del I, 1912, del II, utgiven av Messer, 1920).